# Hidrografia da África
A hidrografia da África inclui um dos mais extensos rios do planeta, o rio Nilo. O extenso continente possui grandes bacias hidrográficas.
O rio Nilo possui uma extensão de 6700 Km. O Vale do Rio Nilo abrange cerca de 1/3 da área total do Egito e é extremamente importante tanto para agricultura quanto para os mais de 33 milhões de habitantes que ali residem. Embora atravesse áreas desérticas, Nilo recobre grande quantidade de chuvas nas suas nascente, localizadas na África Equatorial(Ruanda e Uganda) e na Etiópia.

## Rios
Além do Rio Nilo, há outros rios importantes para a África são o Congo e o Zambézia. Menos extensos, mas igualmente relevante, são o Senegal, o Orange, o Limpopo e o Zaire não podemos esquecer do rio vitória  nome dado em homenagem a rainha da Inglaterra na época.
A maioria dos rios africanos nasce próximo aos oceanos, mas em lugar de se dirigir diretamente a eles, corre em direção oposta, até o interior do continente e só chega ao mar depois de fazer alguns contornos bastante externos e curiosos.
O Rio Níger, que nasce no maciço do Futa Jalom, próximo ao Atlântico, possui 4200km e faz um percurso curioso: Para não desaparecer na região semiárida que contorna o Saara, ele descreve uma grande curva (Meandro), para desaguar posteriormente no litoral setentrional do golfo do Guiné no Atlântico.
Na parte setentrional do continente destacam-se o rio Zambeze, no qual se localiza a cachoeira de Victória (120m de altura), e paralelamente a ele o rio Límpopo. Nas áreas desérticas e semiáridas encontramos alguns cursos d'água que formam por ocasião das chuvas e são conhecidos pelo nome de Verds.

### Rio Nilo
Na África está localizado um dos rios mais extensos do mundo, sendo que 2 mil km correm em pleno deserto.
Esse rio, de grande importância histórica, nasce próximo ao lago vitória, com o nome de Nilo Branco, e segue rumo ao norte, onde, na cidade de Cartum, capital do Sudão, se une ao Nilo Azul, cujas nascentes se situam no maciço da Etiópia (ou Abissínia). Ao se juntarem, passam a formar um único curso de água, que atravessa o deserto do Saara com o nome de rio Nilo, indo desembocar no mar Mediterrâneo. A foz do Nilo é um imenso delta de grande proveito para a atividade agrícola, praticada na região há milhares de anos.
Para o desenvolvimento da agricultura em todo o vale do Nilo, a população ribeirinha sempre dependeu das enchentes do rio. Mas, por causas da curta duração dessas cheias, durante boa parte do ano a população ficava sem água para o plantio, embora o solo, que havia sido inundado, permanecesse fértil.
Para solucionar o problema, no início do século XX (1902), construiu-se no Nilo a barragem de Assuã e vários canais de irrigação nas suas margens, permitindo assim cultivos permanentes. A ampliação da barragem, em 1969, e a formação do lago Nasser aumentaram significativamente a área irrigada do vale do Nilo, no seu médio curso.

Entretanto, no baixo curso e no delta do rio, a diminuição do fluxo de água, com a consequente diminuição das cheias, e a redução da carga de nutrientes conduzidos pelas águas do Nilo têm acarretado o empobrecimento do solo nessas áreas, prejudicando a produtividade agrícola. Cerca de 95% dos nutrientes que o rio Nilo conduziria para o delta acabam ficando retidos na represa. Não podemos esquecer de que o Nilo é, e sempre será importante para o Egito por sua reputação.

## Lagos
Na porção oriental da África encontra-se uma de suas características físicas mais marcantes: uma falha geológica Rift Valley estendendo-se de norte a sul na qual se sucedem planaltos e depressões relativas. É nessa região que se localizam os maiores lagos do continente, circundados pôr algumas das mais altas montanhas: Quilimanjaro (5.895 metros) e Quênia (5.199 metros).
Completando o quadro hidrográfico da África nele se encontram inúmeros lagos de origem superfície e profundidade mais diversas, como o lago vitória, o maior deles (68.100km) e a uma altitude de 1134m, a Tanganica, o Niassa e o Jchad.